# جرج فهر
جرج فهر (به انگلیسی: George Feher) (۲۹ مه ۱۹۲۴–۲۸ نوامبر ۲۰۱۷) یک زیست‌فیزیکدان اهل آمریکا، برنده جایزه ولف در سال ۲۰۰۶ و استاد فیزیک در دانشگاه کالیفرنیا سن دیگو بود.